# Herman Dooyeweerd
Herman Dooijeweerd (beter bekend als Dooyeweerd) (Amsterdam, 7 oktober 1894 – aldaar, 12 februari 1977) was een Nederlandse filosoof en hoogleraar aan de Vrije Universiteit Amsterdam. Als filosoof heeft hij in zijn belangrijkste boek De Wijsbegeerte der wetsidee de fundamenten gelegd voor de reformatorische wijsbegeerte. Dooyeweerd was een invloedrijke figuur binnen de Gereformeerde Kerken in Nederland.

## Biografie
Herman Dooyeweerd werd geboren in Amsterdam op 7 oktober 1894, als kind van Hermen Dooyeweerd, (1850-1919) en Maria Christina Spaling (1862-1948). Hij doorliep tussen 1906 en 1912 het Gereformeerd Gymnasium in Amsterdam waar dr. J. Woltjer rector was. Na zijn middelbareschooltijd studeerde hij op de VU aan de faculteit der rechtsgeleerdheid onder o.a. Dammes Paulus Dirk Fabius, P.A Diepenhorst en A. Anema. In 1917 promoveerde Dooyeweerd op het proefschrift De ministerraad in het Nederlandse staatsrecht. Rond diezelfde tijd trouwde zijn zus, Maria, met zijn vriend en later collega hoogleraar Dirk Vollenhoven. Na zijn promotie werd hij assistent-inspecteur van de belasting in Harlingen, om niet lang daarna een betrekking aan te nemen in Den Haag bij het Ministerie van Volksgezondheid. In oktober 1922 werd hij door H. Colijn gevraagd om directeur te worden van het net opgerichte wetenschappelijk bureau (Kuyperstichting) van de ARP. Hij trouwde op 19 september 1924 met Jantiena Wilhelmina Fernhout. In 1926 werd Dooyeweerd vervolgens tot hoogleraar rechtsfilosofie, oudvaderlands recht en jurisprudentie benoemd aan de VU na het overlijden van Willem Zevenbergen. Vanaf 1937 tot aan 1975 was hij redacteur van het blad Philosophia Reformata van de door hem en Vollenhoven opgerichte "Vereniging voor Calvinistische Wijsbegeerte" waarvan Vollenhoven voorzitter was. In 1948 werd hij lid van de Koninklijke Nederlandse Akademie van Wetenschappen. Tot aan zijn pensioen in 1965 bleef hij hoogleraar aan de VU, waarna hij werd opgevolgd door zijn leerling Hendrik van Eikema Hommes (1930-1984).

## Filosofie

### Wetsidee
Dooyeweerd muntte de term 'wetsidee' in een serie artikelen met de titel; In den strijd om een Christelijke Staatkunde. Proeve van een fundeering der Calvinistische levens- en wereldbeschouwing in hare Wetsidee (1923-1925). Hierin werkte hij de gedachte van Abraham Kuyper over de soevereiniteit in eigen kring verder uit. Maar waar Kuyper deze term beperkt had tot maatschappelijke instellingen, paste Dooyeweerd deze toe op de gehele kosmos. Deze kosmos, zo stelt Dooyeweerd, is door God geschapen. God is daarvan zelf geen onderdeel, maar God geeft de onderscheiden wetten voor alle aspecten daarin. Later zou hij die facetten verder uitwerken in zijn inaugurele rede De betekenis der wetsidee voor rechtswetenschap en rechtsphilosophie (1926) en zijn hoofdwerk, de Wijsbegeerte der wetsidee.

### Transcendentale kritiek
Als hoogleraar aan de Vrije Universiteit in Amsterdam doceerde Dooyeweerd onder andere rechtsfilosofie. Daarin confronteerde hij zich met de vraag waar het rechtsbesef op gefundeerd is. Hij verwierp de gedachte dat dit besef uit de logica of uit de rede te construeren zou zijn. Sinds Locke, Descartes en Kant, met respectievelijk hun 'Rede', hun 'cogito', hun 'Vernunft', was dat in de westerse wereld de heersende opinie. Volgens Dooyeweerd komt dit echter neer op een geloofsaanname. Het 'archimedisch punt' waarop de denkconstructies van de Verlichting (en andere wereldbeschouwingen) gebaseerd zijn, is de aanname van de autonomie van de mens en diens rede (auto nomos). Elke levensbeschouwing is gebaseerd op een 'religieus grondmotief', ook al wordt dat ontkend. Zijn eigen religieus grondmotief was christelijk en vanuit die positie bekritiseerde hij niet alleen het verlichtingsdenken, maar ook het scholastieke denken met zijn natuur en genade schema's. Hij werkte deze gedachtes in de jaren 30 uit in zijn boeken De crisis der humanistische staatsleer in het licht eener calvinistische kosmologie en kennistheorie en in De wijsbegeerte der wetsidee.

### Modale aspecten of wetskringen
Voortbordurend op de 'kringen' van Kuyper en in samenspraak met Dirk Vollenhoven ontwikkelde Dooyeweerd zijn ideeën hierover in de loop van de jaren 40 en 50 verder. Heel de werkelijkheid (kosmos) kon in ken-gebieden onderscheiden worden, waarbij binnen elk gebied eigen wetten gelden. Hij noemde deze kringen 'wetskringen' of 'modale aspecten van de werkelijkheid'. Deze kringen kennen onderling een duidelijke rangschikking. Elke entiteit in de werkelijkheid behoort tot een bepaalde 'wetskring' waarin het als subject fungeert en waarin het zich houdt (of dient te houden) aan de wetten die voor die kring gelden. De entiteit kan in een 'hogere' wetskring wel een rol spelen, maar niet als subject, slechts als object. De 15 aspecten of wetskringen waarin Dooyeweerd de werkelijkheid onderscheidde zijn;
| 1 het getalsmatige 2 het ruimtelijke 3 het kinetische 4 het fysische 5 het biotische | 6 het psychische 7 het analytische 8 het historische 9 het talige 10 het sociale | 11 het economische 12 het esthetische 13 het juridische 14 het ethische 15 het pistische |

Aan een boom bijvoorbeeld zitten getalsmatige, ruimtelijke en fysische aspecten, maar de boom behoort tot de biotische wetskring. De getalsmatige aspecten aan de boom, bijvoorbeeld het aantal bladeren wat aan de boom hangt, spelen als objecten een rol binnen de biotische wetskring, maar de wetten die voor de boom bepalend zijn, zijn de wetten van het biotische. Daardoor wordt de boom gekenmerkt. De biotische wetskring is de hoogste wetskring waarbinnen de boom als subject fungeert. In hogere wetskringen, bijvoorbeeld in het economische aspect met de wetten die daar gelden (van b.v. vraag en aanbod), speelt de boom zelf slechts als object een rol. De hoogste wetskring is de pistische wetskring; de kring waarin de geloofskeuzes gemaakt worden.

### Individualiteitsstructuur
Afgezien van de specifieke wetten die voor een kring gelden, gelden er wetten voor wat Dooyeweerd de individualiteitsstructuur noemde. In zijn magnum opus A new critique of theoretical thought (1958), vatte hij dit alles samen.

## Invloed
Herman Dooyeweerd krijgt in het buitenland meer aandacht dan in Nederland. Via studenten uit Noord-Amerika en Zuid-Afrika en via de contacten die er waren met de Westminster Seminary raakte Dooyeweerds ideeën daar bekend en bezocht hij deze landen om lezingen te geven, onder andere op Harvard en Potchefstroom. In Noord-Amerika was het vooral Cornelius Van Til die daaraan bijgedragen heeft. Vanaf de jaren 50 verschenen zijn boeken in het Engels. Boeken en artikelen van hem zijn verder vertaald in het Frans, Koreaans en Japans.
Het gedachtegoed van Dooyeweerd is op meerdere wijzen in de Nederlandse politiek opgenomen, via de ARP in het CDA en via zowel het GPV als via de RPF in de ChristenUnie. Het kabinet-Balkenende IV is weleens als een 'Dooyeweerd-kabinet' bestempeld vanwege de deelname van Balkenende, Rouvoet en Donner, die terdege kennisgenomen hebben van zijn ideeën.
De schoonzoon van Dooyeweerd, predikant Ernst Stern, is door het gedachtegoed van Dooyeweerd beïnvloed. Verder was een van Dooyeweerds leerlingen Sytse Ulbe Zuidema, die later hoogleraar filosofie aan de VU werd.

## Publicaties
- De neo-mystiek van Frederik van Eeden (1915)
- De crisis der humanistische staatsleer in het licht eener calvinistische kosmologie en kennistheorie (Amsterdam, Ten Have, 1931)
- De wijsbegeerte der wetsidee, 3 delen (Amsterdam, H.J. Paris, 1935-1936)
- Transcendental problems of philosophic thought. An inquiry into the transcendental conditions of philosophy (Grand Rapids, Eerdmans, 1948)
- Reformatie en scholastiek in de wijsbegeerte, deel I (Franeker Wever, 1949)
- A new critique of theoretical thought, 4 delen (Amsterdam/Philadelphia/Parijs, Presbyterian and Reformed Publishing Company, 1953-1958)
- In the twilight of western thought. Studies in the pretended autonomy of philosophical thought (Philadelphia, Presbyterian and Reformed Publishing Company, 1960)
- Verkenningen in de wijsbegeerte, de sociologie en de rechtsgeschiedenis (Amsterdam, Buijten & Schipperheijn, 1960)
- Vernieuwing en bezinning; om het reformatorisch grondmotief (Zutphen, Van den Brink & Co, 1963)